# Бевадоро (Виченца)
Бевадоро је насеље у Италији у округу Виченца, региону Венето.
Према процени из 2011. у насељу је живело 870 становника. Насеље се налази на надморској висини од 23 м.